# Georg Buschan
Georg Buschan (* 14. April 1863 in Frankfurt (Oder); † 6. November 1942 in Stettin) war ein deutscher Mediziner, Ethnologe und Ethnograph.

## Leben
Während seines Studiums wurde er 1884 Mitglied der Breslauer Burschenschaft der Raczeks. Er promovierte an der Schlesischen Friedrich-Wilhelms-Universität Breslau zum Dr. med. und an der Ludwig-Maximilians-Universität München zum Dr. phil.
Nach dem Studium arbeitete er als Marinearzt, zuletzt als Marinegeneraloberarzt. Zwischen 1911 und 1926 bereiste er die Balkanhalbinsel, Afrika und Ostasien. Besonders ausgiebig bereiste er  Deutsch-Kamerun. Als Arzt ließ er sich in Stettin nieder. Er führte den Titel eines Sanitätsrates.
Mit seinen zahlreichen Werken weckte er für ein breites Publikum das Interesse an völkerkundlichen Fragen. Buschan war Gründer und Herausgeber der Zeitschrift Centralblatt für Anthropologie, Ethnologie und Urgeschichte, Mitherausgeber des Ethnologischen Anzeigers und war zeitweise Vorsitzender der Gesellschaft für Völker- und Erdkunde.

## Illustrierte Völkerkunde
Sein unter der Mitarbeit von zahlreichen Fachvertretern – Felix von Luschan, Robert Heine-Geldern, Richard Lasch, Walter Krickeberg, Arthur Haberlandt, Arthur Byhan, Wilhelm Volz, Michael Haberlandt –  entstandenes Hauptwerk, die Illustrierte Völkerkunde (3 Bde., 1910–1926), galt zu seiner Zeit als die bedeutendste wissenschaftliche Gesamtdarstellung des Faches.

## Die Sitten der Völker
Auch sein Werk über die Sitten der Völker, das „Liebe, Ehe, Heirat, Geburt, Religion, Aberglaube, Lebensgewohnheiten, Kultureigentümlichkeiten, Tod und Bestattungen bei allen Völkern der Erde“ auf Grund der Beiträge hervorragender Fachgelehrter behandelt, war weit verbreitet. Mitarbeiter des Werkes waren T.J. Allridge, Henry Baudesson, Erhard Eylmann, Guillaume Grandidier, Alfred Cort Haddon, Sven Hedin, Eduard Hoffmann-Krayer, Charles Hose, Henry Hamilton Johnston, T. Atoll Joyce, Theodor Koch-Grünberg, Augustin Krämer, H. Maitre, Richard Parkinson, Charles Rudy, Charles Gabriel Seligman, Walter Baldwin Spencer, R. Temple, E. Thurston, A. J. N. Tremearne, Laurence Austine Waddell u. a. m.

## Ausgewählte Publikationen
- Einfluss der Rasse auf Form und Häufigkeit pathologischer Veränderungen, in: Globus, Bd. 67 (1895), Teil I: S. 21–24, Teil II: S. 43–47, Teil III: S. 60–63, Teil IV: S. 76–80.
- Geschlecht und Verbrechen (1908).
- Menschenkunde (1909).
- Illustrierte Völkerkunde (3 Bde., Stuttgart 1910, 1922, 1926).
- Die Sitten der Völker (4 Bde., Stuttgart/Berlin/Leipzig 1914–1922).
- Die Bulgaren. Herkunft und Geschichte, Eigenschaften, Volksglaube, Sitten und Gebräuche (1917).
- Nach Ostasien. Reiseerinnerungen. (1925).
- Im Anfang war das Weib. Neue Beiträge zur Menschen- und Völkerkunde (3 Bde.). Carl Reissner Verlag, Dresden 1927.
- Über 50 Jahre Geistesarbeit. Bücher u. Aufsätze v. Buschan. Menschen-, Rassen- u. Völkerkunde (1938).
- Über Medizinzauber und Heilkunst im Leben der Völker. Geschichte der Urheilkunde, ihrer Entwicklung und Ausstrahlung bis in die Gegenwart (Berlin 1941).

## Sekundärliteratur
- Volkmar Sigusch: Georg Buschan (1863–1942). In: Personenlexikon der Sexualforschung, hg. von Volkmar Sigusch und Günter Grau, Frankfurt/M. und New York, Campus Verlag 2009, S. 106–109.
- Eckhard Wendt: Stettiner Lebensbilder (= Veröffentlichungen der Historischen Kommission für Pommern. Reihe V, Band 40). Böhlau, Köln/Weimar/Wien 2004, ISBN 3-412-09404-8, S. 106–108.